# Астон Мартин V8 Вантидж (2005)
Съвсем скоро след появяването си на бял свят „V8 Вантидж“, представен пред публика на автосалона в Женева, е наречен съвсем логично „Бейби Астън“.
Двуместното купе се прави изцяло ръчно в завода на фирмата в Гейдън, недалеч от бастиона на „Ягуар“ Ковънтри. Всъщност ръчното производство не е запазено само за този модел – всички автомобили „Астон Мартин“ се правят така.
Външният вид на „V8 Вантидж“, следва вече класическата линия на V12 Ванкуиш, чийто автор е холандец Хенрик Фискер.
„Бейби Астон“ е най-компактният модел на фирмата, независимо че споделя една и съща платформа с DB9.
Дължината му е 4,38 м, а благодарение на алуминиевото си купе тежи 1570 кг – с цели 200 кг по-малко от DB9, което логично се отразява твърде благотворно на скоростните му характеристики. Автомобилът е доста „набит“ – височината му е едва 1,25 м, а ширината – малко над 1,8 м.
Под капака на малкия звяр гордо се пъчи 4,3-литров двигател, дело на инженерите в завода на Форд в Кьолн. Максималната мощност на агрегата, който се куплира с 6-степенна предавателна кутия, е 380 к.с. при 7300 об/мин., а въртящият момент достига своя връх от 410 Нм при 5000 оборота.
Задвижващи, естествено, са задните колела. Максималната скорост на „V8 Вантидж“ е 280 км/ч, а ускорението от 0 до 100 км/ч се постига за точно 5 сек.